# Paris-Roubaix 1961
La 59e édition de la course cycliste Paris-Roubaix a eu lieu le 9 avril 1961 et a été remportée par le Belge Rik Van Looy.

## Classement final
|    | Cycliste            | Équipe                      | Temps           |
| -- | ------------------- | --------------------------- | --------------- |
| 1  | Rik Van Looy        | Faema                       | 6 h 19 min 08 s |
| 2  | Marcel Janssens     | Dr. Mann                    | + 0 s           |
| 3  | René Vanderveken    | Solo-Terrot-Van Steenbergen | + 0 s           |
| 4  | Norbert Kerckhove   | Dr. Mann                    | + 0 s           |
| 5  | Albertus Geldermans | Rapha-Gitane-Dunlop         | + 0 s           |
| 6  | Emile Daems         | Philco                      | + 0 s           |
| 7  | Bas Maliepaard      | Rapha-Gitane-Dunlop         | + 50 s          |
| 8  | Armand Desmet       | Faema                       | + 50 s          |
| 9  | Arthur Decabooter   | Groene Leeuw                | + 1 min 05 s    |
| 10 | Gilbert Desmet      | Carpano                     | + 1 min 05 s    |